# Za późno (singel Natalii Zastępy)
Za późno – singiel Natalii Zastępy wydany 1 grudnia 2018 nakładem wytwórni Universal Music Polska. Melodię skomponowali i słowa napisali Paul Whalley, Amber Van Day, Wojciech Łuszczykiewicz i Michał Szyc.
Do piosenki nakręcono teledysk, który opublikowano 1 grudnia 2018 na kanale w serwisie YouTube. Za jego reżyserię odpowiadał Sebastian Wełdycz.
Jest to debiutancki singiel finalistki dziewiątej edycji The Voice of Poland.

## Lista utworów
Singel w dystrybucji cyfrowej
1. „Za późno” – 3:21

## Notowania na listach przebojów
| Kraj   | Lista (2019)      | Najwyższa pozycja |
| ------ | ----------------- | ----------------- |
| Polska | AirPlay – Top     | 30                |
| Polska | AirPlay – Nowości | 1                 |
| Polska | RMF               | 7                 |
| Polska | SLiP              | 23                |
| Polska | Zet               | 13                |